# Fabricação de cerveja

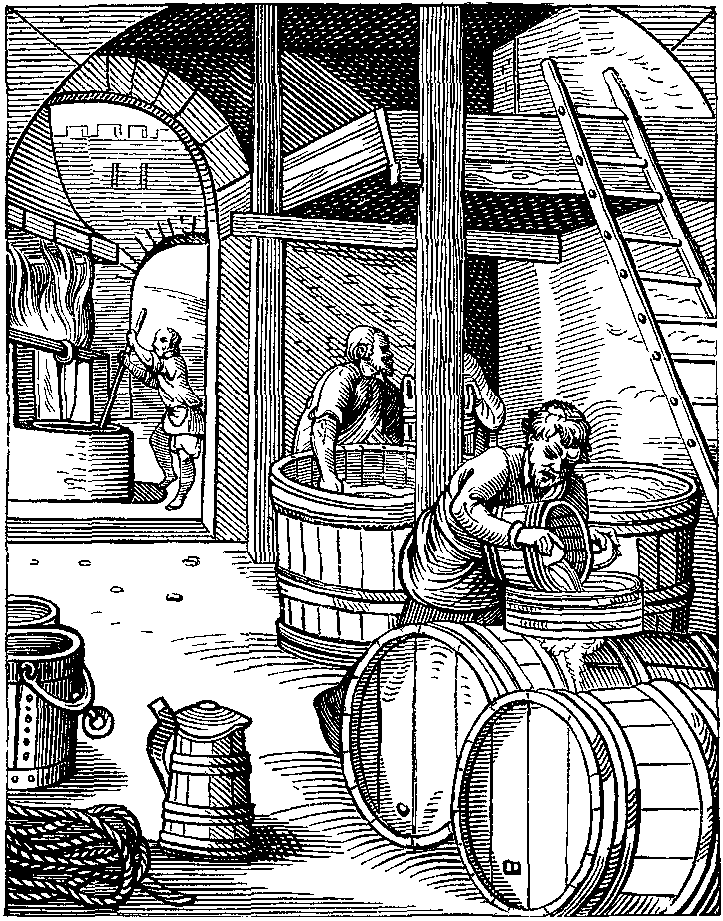
Uma cervejaria do século XVI.

A fabricação de cerveja ocorre por meio da imersão de uma fonte de amido (geralmente grãos de cereais, sendo o mais popular a cevada) em água e da fermentação do líquido doce resultante com levedura. Pode ser feita por uma cervejaria comercial, em casa por um cervejeiro caseiro ou de forma comunitária. A fabricação de cerveja ocorre desde o sexto milênio a.C. e evidências arqueológicas sugerem que civilizações como o antigo Egito, a China, e a Mesopotâmia, fabricavam cerveja. Desde o século XIX, o setor cervejeiro faz parte da maioria das economias ocidentais.
Os ingredientes básicos da cerveja são água e uma fonte de amido fermentável, como a cevada maltada. A maioria das cervejas é fermentada com levedura e aromatizada com lúpulo. As fontes de amido menos usadas incluem milheto, sorgo e mandioca. Fontes secundárias (adjuntos), como milho, arroz ou açúcar, também podem ser usadas, às vezes para reduzir o custo ou para acrescentar uma característica, como a adição de trigo para ajudar a reter a espuma da cerveja. A fonte de amido mais comum é o cereal moído. A proporção dos ingredientes de amido ou cereal em uma receita de cerveja pode ser chamada de grist, grain bill ou simplesmente ingredientes do mash.
As etapas do processo de fabricação de cerveja incluem malteação, moagem, brassagem, clarificação, fervura, fermentação, maturação, filtração e armazenamento/engarrafamento. Há três métodos principais de fermentação: quente, fria e espontânea. A fermentação pode ocorrer em um tanque/recipiente de fermentação aberto ou fechado e uma fermentação secundária também pode ocorrer no barril ou na garrafa. Há vários métodos adicionais de fermentação, como burtonização, double dropping e Yorkshire square, bem como tratamento pós-fermentação, como filtração e envelhecimento em barril.

## História

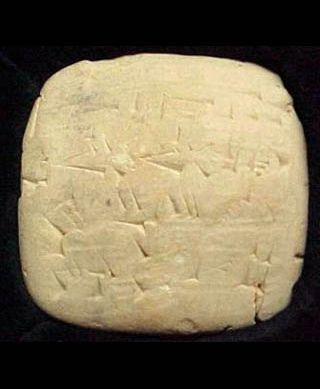
O recibo de cerveja Alulu registra a compra da "melhor" cerveja de um cervejeiro, por volta de 2050 a.C., da cidade suméria de Umma, na Mesopotâmia (antigo Iraque).

A fabricação de cerveja ocorre desde o sexto milênio a.C., e evidências arqueológicas sugerem que civilizações emergentes, incluindo a China, o antigo Egito e a Mesopotâmia fabricavam cerveja. Descrições de várias receitas de cerveja podem ser encontradas em escrita cuneiforme (a mais antiga escrita conhecida) da Mesopotâmia. Nessa civilização, o ofício de cervejeiro era a única profissão que recebia sanção social e proteção divina de divindades femininas/deusas, especificamente: Nincasi, que representava a produção de cerveja, Siris, que era usada de forma metonímica para se referir à cerveja, e Siduri, que estava relacionada ao prazer da cerveja. Nos tempos pré-industriais e nos países em desenvolvimento, as mulheres são frequentemente as principais cervejeiras.
Como quase todo cereal que contém determinados açúcares pode sofrer fermentação espontânea devido a leveduras selvagens no ar, é possível que bebidas semelhantes à cerveja tenham sido desenvolvidas independentemente em todo o mundo logo após uma tribo ou cultura ter domesticado o cereal. Testes químicos de antigos potes de cerâmica revelam que a cerveja era produzida há cerca de 7 000 anos no que hoje é o Irã. Essa descoberta revela um dos primeiros usos conhecidos da fermentação e é a mais antiga evidência de fabricação de cerveja até hoje. Na Mesopotâmia, acredita-se que a evidência mais antiga de cerveja seja uma tabuleta suméria de 6 000 anos que mostra pessoas bebendo com canudos de junco. Um poema sumério de 3 900 anos de idade, em homenagem a Nincasi, contém a receita de cerveja mais antiga ainda existente, descrevendo a produção de cerveja de cevada por meio de pão. A invenção do pão e da cerveja foi considerada responsável pela capacidade da humanidade de desenvolver tecnologia e construir a civilização. A mais antiga cerveja de cevada quimicamente confirmada até hoje foi descoberta em Godin Tepe, na região central das Montanhas Zagros, no Irã, onde fragmentos de um jarro, com pelo menos 5 000 anos de idade, foram encontrados revestidos com oxalato de cálcio, um subproduto do processo de fabricação de cerveja. A cerveja pode ter sido conhecida na Europa neolítica há 5.000 anos, e era fabricada principalmente em escala doméstica.
A cerveja produzida antes da Revolução Industrial continuou a ser fabricada e vendida em escala doméstica, embora no século VII d.C. a cerveja também estivesse sendo produzida e vendida pelos mosteiros europeus. Durante a Revolução Industrial, a produção de cerveja passou da fabricação artesanal para a industrial, e a fabricação doméstica deixou de ser significativa no final do século XIX. O desenvolvimento de hidrômetros e termômetros mudou a fabricação de cerveja, permitindo que o cervejeiro tivesse mais controle do processo e maior conhecimento dos resultados. Atualmente, o setor cervejeiro é um negócio global, composto por várias empresas multinacionais dominantes e milhares de produtores menores. Mais de 133 bilhões de litros são vendidos por ano - produzindo uma receita global total de US$ 294,5 bilhões em 2006.

## Ingredientes

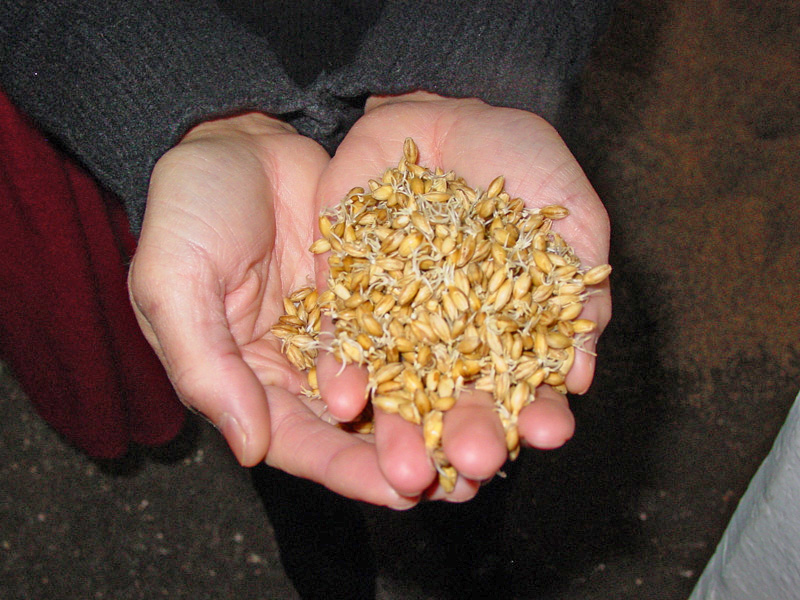
Cevada maltada antes da secagem ou torrefação.

Os ingredientes básicos da cerveja são água; uma fonte de amido, como a cevada maltada, capaz de ser fermentada (convertida em álcool); uma levedura cervejeira para produzir a fermentação; e um aromatizante, como o lúpulo, para compensar a doçura do malte. Pode ser usada uma mistura de fontes de amido, com um sacarídeo secundário, sendo exemplos o milho, arroz ou açúcar, muitas vezes denominados adjuntos, especialmente quando usados como substitutos de baixo custo do malte. As fontes de amido menos usadas incluem milheto, sorgo e raiz de mandioca na África, batata no Brasil e agave no México, entre outras. A fonte de amido mais comum é o cereal moído ou "grist".

### Água
A cerveja é composta principalmente de água. As regiões do mundo possuem água com diferentes componentes minerais e como resultado, diferentes regiões eram originalmente mais adequadas para a fabricação de determinados tipos de cerveja, o que lhes conferia um caráter regional. Por exemplo, Dublin tem água dura adequada para a fabricação de stout, como a Guinness, enquanto Pilsen tem água macia adequada para a fabricação de pale lager, como a Pilsner Urquel. As águas de Burton, na Inglaterra, contêm gipsita, o que beneficia a fabricação de pale ale a tal ponto que os fabricantes de pale ales adicionam gipsita à água local em um processo conhecido como burtonização.

### Fonte de amido
A fonte de amido em uma cerveja fornece o material fermentável e é um fator determinante da força e do sabor da cerveja. A fonte de amido mais comum usada na cerveja é o grão maltado. O grão é maltado por meio de imersão em água, permitindo que comece a germinar e, em seguida, secando o grão parcialmente germinado em um forno. O grão maltado produz enzimas que permitirão a conversão dos amidos do grão em açúcares fermentáveis durante o processo de brassagem. Diferentes tempos e temperaturas de torrefação são usados para produzir diferentes cores de malte a partir do mesmo grão. Maltes mais escuros produzirão cervejas mais escuras.
Quase toda cerveja inclui malte de cevada como a maior parte do amido. Isso se deve à sua casca fibrosa, que é importante não apenas na etapa de aspersão da fabricação da cerveja (na qual a água é lavada sobre os grãos de cevada amassados para formar o mosto), mas também como uma rica fonte de amilase, uma enzima digestiva que facilita a conversão do amido em açúcares. Outros grãos maltados e não maltados (incluindo trigo, arroz, aveia e centeio e, com menos frequência, milho e sorgo) podem ser usados. Nos últimos anos, algumas cervejarias produziram cerveja sem glúten feita com sorgo sem malte de cevada para pessoas que não conseguem digerir grãos que contêm glúten, como trigo, cevada e centeio.

### Lúpulo

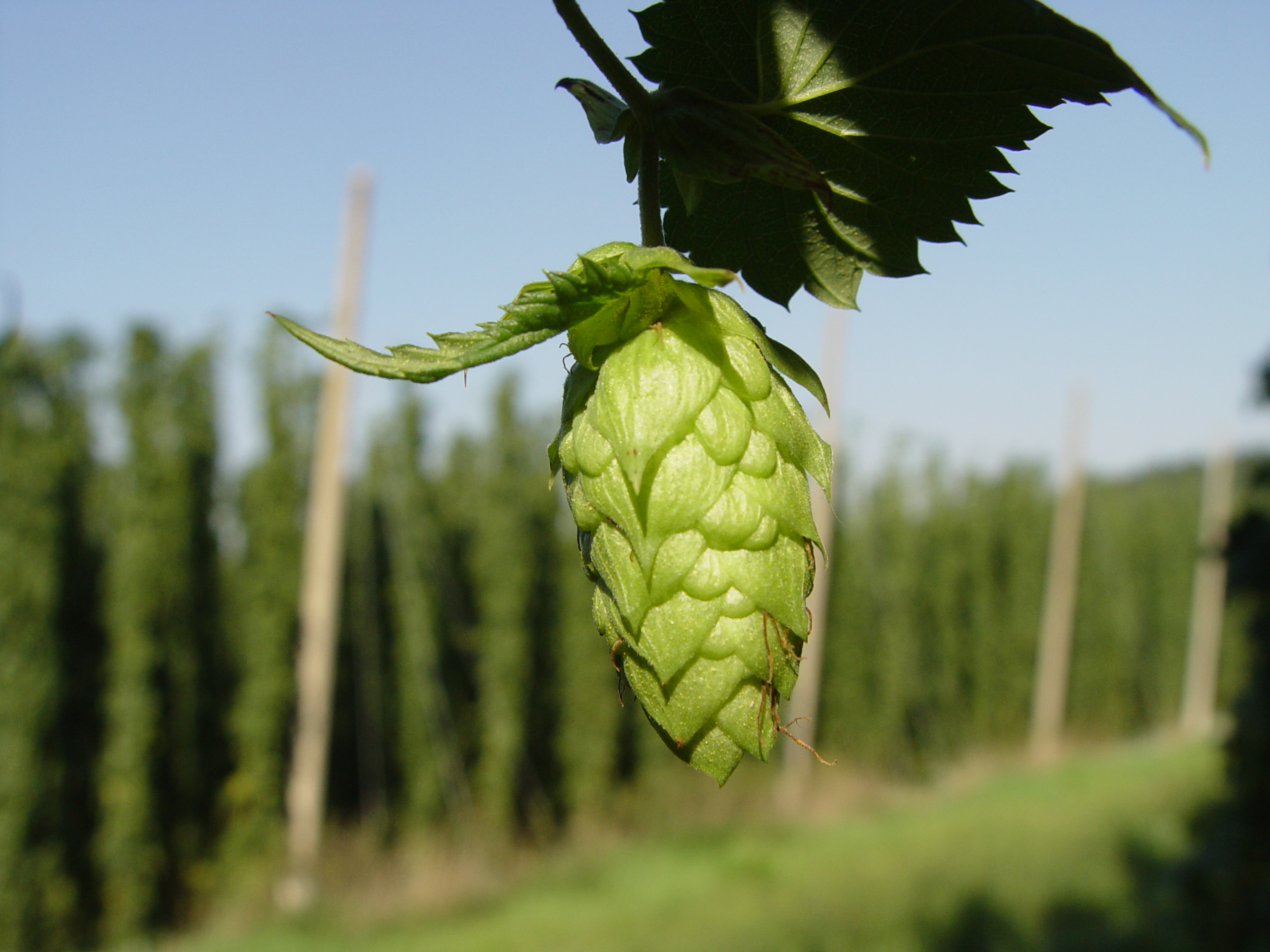
Cone de lúpulo cultivado em um campo de lúpulo, Hallertau, Alemanha.

O lúpulo é o aglomerado de flores femininas ou cones de sementes da videira de lúpulo Humulus lupulus, que é usado como agente aromatizante e conservante em quase todas as cervejas fabricadas atualmente. O lúpulo tem sido usado para fins medicinais e de aromatização de alimentos desde a época romana. No século XVII, em mosteiros carolíngios no que hoje é a Alemanha, a cerveja era feita com lúpulo, embora somente no século XIII tenha sido registrado o cultivo generalizado de lúpulo para uso na cerveja. Antes do século XIII, a cerveja era aromatizada com plantas como milefólio, alecrim selvagem (Rhododendron tomentosum) e mirto-de-barbante, além de outros ingredientes, como bagas de zimbro, anis e gengibre, que eram combinados em uma mistura conhecida como gruit e usada como o lúpulo é usado atualmente. Entre os séculos XIII e XVI, durante os quais o lúpulo assumiu o papel de aromatizante dominante, a cerveja aromatizada com gruit era conhecida como ale, enquanto a cerveja aromatizada com lúpulo era conhecida como beer (cerveja). Atualmente, algumas cervejas, como a Fraoch, da empresa escocesa Heather Ales, e a Cervoise Lancelot, da empresa francesa Brasserie-Lancelot, usam outras plantas além do lúpulo para a aromatização.
O lúpulo contém várias características que os cervejeiros desejam: ele contribui com um amargor que equilibra a doçura do malte, proporciona aromas e sabores florais, cítricos e herbais, tem um efeito antibiótico que favorece a atividade da levedura de cerveja em relação a microrganismos menos desejáveis e ajuda na "retenção da espuma", o tempo de duração da espuma no topo da cerveja. O conservante do lúpulo vem das glândulas de lupulina, que contêm resinas macias com ácidos alfa e beta. Embora muito estudada, a natureza conservante das resinas macias ainda não é totalmente compreendida, embora tenha sido observado que, a menos que seja armazenado em uma temperatura fria, a natureza conservante diminuirá.
A fabricação de cerveja é o único uso comercial importante do lúpulo.

### Levedura
A levedura é o microrganismo responsável pela fermentação da cerveja. A levedura metaboliza os açúcares extraídos dos grãos, o que produz álcool e dióxido de carbono, transformando o mosto em cerveja. Além de fermentar a cerveja, a levedura influencia o caráter e o sabor. Os tipos dominantes de levedura usados para fazer cerveja são Saccharomyces cerevisiae, conhecida como levedura ale, e Saccharomyces pastorianus, conhecida como levedura lager. Brettanomyces fermenta a lambics, e Torulaspora delbrueckii fermenta a weissbier bávara. Antes que o papel da levedura na fermentação fosse compreendido, a fermentação envolvia leveduras selvagens ou transportadas pelo ar, e alguns estilos, como as lambics, ainda usam esse método. Emil Christian Hansen, um bioquímico dinamarquês empregado pelo Laboratório Carlsberg, desenvolveu culturas de leveduras puras que foram introduzidas na cervejaria Carlsberg em 1883, e as cepas de leveduras puras são agora a principal fonte de fermentação usada em todo o mundo.

### Agente clarificador
Alguns fabricantes de cerveja adicionam um ou mais agentes clarificantes à cerveja, que normalmente precipitam (se acumulam como um sólido) fora da cerveja junto com os sólidos de proteína e são encontrados apenas em quantidades mínimas no produto final. Esse processo faz com que a cerveja pareça brilhante e limpa, em vez da aparência turva dos estilos étnicos e antigos de cerveja, como as cervejas de trigo.
Exemplos de agentes clarificantes incluem a ictiocola, obtida de bexigas natatórias de peixes; musgo-da-irlanda, uma alga marinha; carragenina, da alga marinha kappaphycus, Polyclar (polivinilpolipirrolidona) e gelatina. Se uma cerveja estiver marcada como "adequada para veganos", ela geralmente foi clarificada com algas marinhas ou com agentes artificiais, embora o método "Fast Cask" inventado pela Marston's em 2009 possa fornecer outro método.

## Processo de fermentação
Há várias etapas no processo de fabricação de cerveja, que podem incluir malteação, brassagem, fervura, fermentação, condicionamento, filtração e embalagem. Os equipamentso de fabricação de cerveja necessários para produzir cerveja se tonaram mais sofisticados com o tempo e agora abrangem a maioria dos aspectos do processo de fabricação.
A malteação é o processo pelo qual o grão de cevada é preparado para a fabricação de cerveja. A malteação é dividida em três etapas para ajudar a liberar os amidos da cevada. Primeiro, durante a maceração, o grão é adicionado a um tanque com água e deixado de molho por aproximadamente 40 horas. Durante a germinação, o grão é espalhado no chão da sala de germinação por cerca de 5 dias. A parte final da malteação é a torra, quando o malte passa por uma secagem em temperatura muito alta em um forno, com aumento gradual da temperatura ao longo de várias horas. Quando a secagem é concluída, os grãos agora são chamados de malte e serão moídos ou esmagados para quebrar os grãos e expor o cotilédone, que contém a maioria dos carboidratos e açúcares; isso facilita a extração dos açúcares durante a brassagem.
A brassagem ou mosturação converte os amidos liberados durante a etapa de malteação em açúcares que podem ser fermentados. O grão moído é misturado com água quente em um recipiente grande conhecido como tina de mostura. Nesse recipiente, o grão e a água são misturados para criar um mosto de cereais. Durante a mistura, as enzimas naturais presentes no malte convertem os amidos (carboidratos de cadeia longa) do grão em moléculas menores ou açúcares simples (mono, di e tri-sacarídeos). Essa "conversão" é chamada de sacarificação, que ocorre entre as temperaturas de 60-70 °C. O resultado do processo de brassagem é um líquido rico em açúcar ou "mosto", que é então coado pelo fundo da tina de mostura em um processo conhecido como lautering. Antes disso, a temperatura do mosto pode ser elevada para cerca de 75-78 °C (conhecida como mashout) para liberar mais amido e reduzir a viscosidade do mosto. Água adicional pode ser borrifada sobre os grãos para extrair açúcares adicionais (um processo conhecido como "sparging").
O mosto é transferido para um tanque grande onde é fervido com lúpulo e, às vezes, com outros ingredientes, como ervas ou açúcares. Esse estágio é onde ocorrem muitas reações químicas e onde são tomadas decisões importantes sobre o sabor, a cor e o aroma da cerveja. O processo de fervura serve para encerrar processos enzimáticos, precipitar proteínas, isomerizar resinas de lúpulo e concentrar e esterilizar o mosto. O lúpulo acrescenta sabor, aroma e amargor à cerveja. No final da fervura, o mosto lupulado se acomoda para clarificar em um recipiente chamado separador/decantador (whirpool), onde as partículas mais sólidas do mosto são separadas.
Após passar pelo decantador, o mosto é separado do trub compactado do lúpulo e rapidamente resfriado por meio de um trocador de calor até uma temperatura em que a levedura possa ser adicionada. Vários tipos de trocadores de calor são usados em cervejarias, sendo o mais comum o estilo de placa. A água ou o glicol correm em canais na direção oposta ao mosto, causando uma rápida queda de temperatura. É muito importante resfriar rapidamente o mosto até um nível em que a levedura possa ser adicionada com segurança, pois a levedura não consegue crescer em temperaturas muito altas e começa a morrer em temperaturas acima de 60 °C. Depois que o mosto passa pelo trocador de calor, o mosto resfriado vai para um tanque de fermentação. Um tipo de levedura é selecionado e adicionado, ou "lançado", ao tanque de fermentação. Quando a levedura é adicionada ao mosto, inicia-se o processo de fermentação, no qual os açúcares se transformam em álcool, dióxido de carbono e outros componentes. Quando a fermentação estiver concluída, o cervejeiro pode colocar a cerveja em um novo tanque. A maturação da cerveja é o processo no qual a cerveja envelhece, o sabor se torna mais suave e os sabores indesejados se dissipam. Depois de maturada por uma semana a vários meses, a cerveja pode ser filtrada e carbonatada para engarrafamento, ou filtrada no barril.

## Brassagem

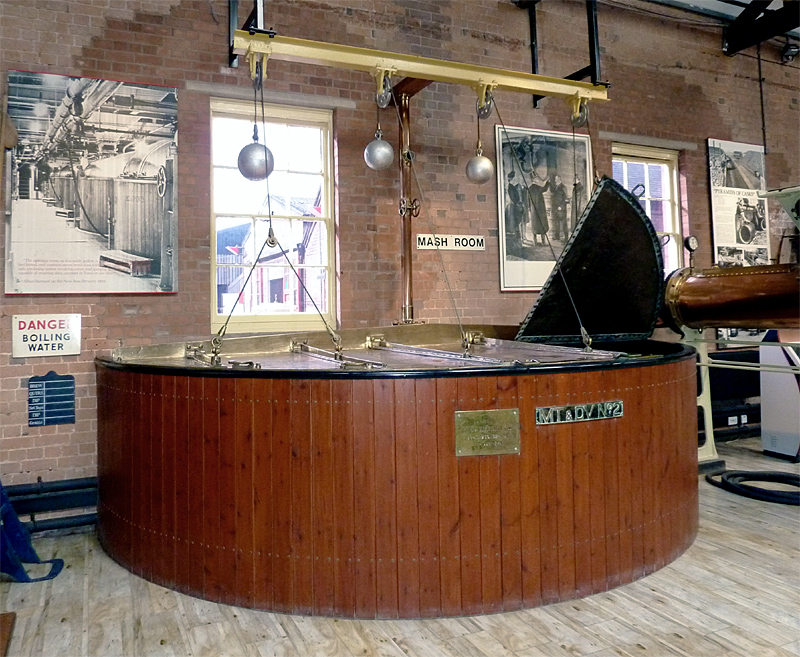
Uma tina de mostura no Bass Museum em Burton-upon-Trent.

A brassagem é o processo de combinar uma mistura de grãos moídos (normalmente cevada maltada com grãos suplementares, como milho, sorgo, centeio ou trigo), conhecida como grist ou grain bill, e água, conhecida como "licor", e aquecer essa mistura em um recipiente chamado tina de mostura. A brassagem é uma forma de maceração, e define o ato de fabricar cerveja, como na preparação de chá, saquê e molho de soja. Tecnicamente, o vinho, a sidra e o hidromel não são fabricados, mas sim vinificados, pois não há processo de maceração envolvendo sólidos. A brassagem permite que as enzimas do malte decomponham o amido do grão em açúcares, normalmente maltose, para criar um líquido maltado chamado mosto. Há dois métodos principais: a brassagem por infusão, na qual os grãos são aquecidos em um recipiente; e a brassagem por decocção, na qual uma proporção dos grãos é fervida e depois devolvida à brassagem, aumentando a temperatura. A brassagem envolve pausas em determinadas temperaturas (45-62-73 °C) e ocorre em uma tina de mostura - um recipiente isolado para fabricação de cerveja com fundo falso.
A brassagem geralmente leva de 1 a 2 horas e, durante esse tempo, as várias temperaturas de repouso ativam diferentes enzimas, dependendo do tipo de malte que está sendo usado, do seu nível de modificação e da intenção do cervejeiro. A atividade dessas enzimas converte os amidos dos grãos em dextrinas e depois em açúcares fermentáveis, como a maltose. Um descanso de mosto de 49-55 °C ativa várias proteases, que quebram as proteínas que, de outra forma, poderiam deixar a cerveja turva. Esse descanso geralmente é usado somente com maltes não modificados (ou seja, maltados), que são cada vez menos populares na Alemanha e na República Tcheca, ou grãos não maltados, como milho e arroz, que são amplamente usados nas cervejas norte-americanas. O repouso do mosto a 60 °C ativa a β-glucanase, que decompõe os β-glucanos gomosos no mosto, fazendo com que os açúcares fluam mais livremente posteriormente no processo. No processo moderno de mosturação, a β-glucanase comercial à base de fungos pode ser adicionada como suplemento. Por fim, uma temperatura de repouso do mosto de 65-71 °C é usada para converter os amidos do malte em açúcar, que pode ser utilizado pela levedura posteriormente no processo de fabricação da cerveja. Um último descanso na escala mais baixa do espectro favorece as enzimas β-amilase, produzindo mais açúcares como maltotriose, maltose e glicose, que são mais fermentáveis pela levedura. Isso, por sua vez, cria uma cerveja com menos corpo e mais álcool. Um repouso mais próximo do limite superior do espectro favorece as enzimas α-amilase, criando mais açúcares de ordem superior e dextrinas, que são menos fermentáveis pela levedura, resultando em uma cerveja mais encorpada e com menos álcool. As variações de duração e pH também afetam a composição de açúcar do mosto resultante.

## Filtração

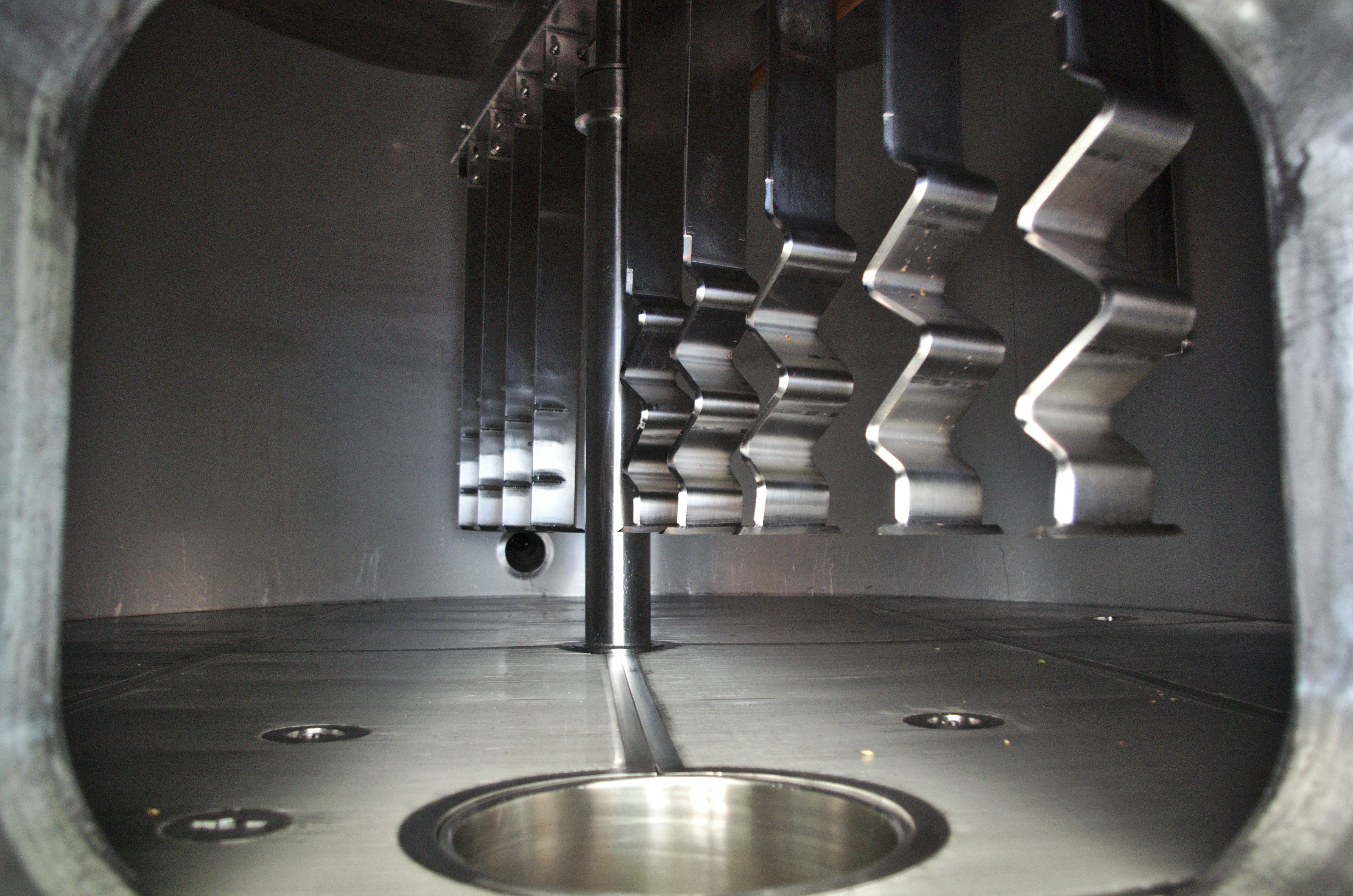
Tina de clarificação.

A filtração é a separação do mosto (o líquido que contém o açúcar extraído durante a brassagem) dos grãos, o que é feito em uma tina de mostura equipada com um fundo falso, em uma tina de clarificação ou em um filtro de brassagem. A maioria dos processos de separação tem dois estágios: primeiro o escoamento do mosto, durante o qual o extrato é separado em um estado não diluído dos grãos gastos, e a aspersão, na qual o extrato que permanece com os grãos é enxaguado com água quente. A tina de clarificação é um tanque com orifícios no fundo pequenos o suficiente para reter os pedaços grandes de grãos e cascas (o cereal moído ou triturado). A camada de grãos que se deposita sobre ele é o verdadeiro filtro. Algumas tinas de clarificação têm provisões para ancinhos ou facas rotativas que cortam o leito de grãos para manter um bom fluxo. As facas podem ser giradas de modo a empurrar o grão, um recurso usado para expulsar o grão gasto do recipiente. O filtro de mosto é um filtro-prensa de placas. As armações vazias contêm o mosto, inclusive os grãos usados, e têm capacidade de cerca de um hectolitro. As placas contêm uma estrutura de suporte para o tecido do filtro. As placas, os quadros e os panos de filtro são dispostos em uma estrutura de suporte da seguinte forma: quadro, pano, placa, pano; com placas em cada extremidade da estrutura. Os filtros de mosto mais novos têm bexigas que podem pressionar o líquido para fora dos grãos entre as aspersões. O grão não age como um meio de filtração em um filtro de mosto.

## Fervura
Após a brassagem, o mosto da cerveja é fervido com lúpulo (e outros aromas, se usados) em um grande tanque, a tina de cozimento - embora historicamente o recipiente de brassagem tenha sido usado e ainda seja em algumas cervejarias pequenas. O processo de fervura é onde ocorrem as reações químicas, incluindo a esterilização do mosto para remover bactérias indesejadas, a liberação dos sabores do lúpulo, do amargor e dos compostos aromáticos por meio da isomerização, a interrupção dos processos enzimáticos, a precipitação de proteínas e a concentração do mosto. Por fim, os vapores produzidos durante a fervura volatilizam os sabores estranhos, incluindo os precursores do sulfeto de dimetila. A fervura é conduzida de forma uniforme e intensa e dura, em média, entre 45 e 90 minutos, dependendo da intensidade, do cronograma de adição de lúpulo e do volume de água que o cervejeiro espera evaporar. No final da fervura, as partículas sólidas no mosto lupulado são separadas, geralmente em um recipiente chamado decantador, separador, ou whirpool.

### Equipamentos

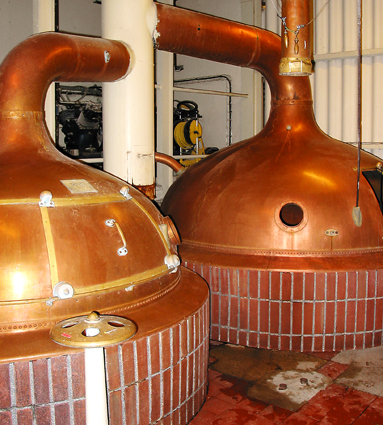
Caldeiras de cozimento na Brasserie La Choulette, França.

O cobre é o material tradicional para o recipiente de fervura por dois motivos principais: primeiro, porque o cobre transfere o calor de forma rápida e uniforme; segundo, porque as bolhas produzidas durante a fervura, que poderiam agir como um isolante contra o calor, não se prendem à superfície do cobre, de modo que o mosto é aquecido de forma consistente. Os recipientes de fervura mais simples são de fogo direto, com um queimador embaixo. Eles podem produzir uma fervura vigorosa e favorável, mas também são capazes de queimar o mosto onde a chama toca a caldeira, causando caramelização e dificultando a limpeza. A maioria das cervejarias usa uma caldeira a vapor. As cervejarias normalmente têm uma unidade de fervura dentro ou fora da caldeira, geralmente um cilindro alto e fino com tubos verticais, chamado de calandria, por onde o mosto é bombeado.

### Whirlpool
No final da fervura, as partículas sólidas do mosto lupulado são separadas, geralmente em um recipiente chamado de whirpool ou "tanque de decantação/separação". O whirpool foi criado por Henry Ranulph Hudston enquanto trabalhava para a Molson Brewery em 1960 para utilizar o chamado paradoxo das folhas de chá para forçar os sólidos mais densos conhecidos como trub (proteínas coaguladas, matéria vegetal do lúpulo) em um cone no centro do tanque whirpool. Os sistemas de turbilhonamento variam: cervejarias menores tendem a usar a caldeira de cozimento, cervejarias maiores usam um tanque separado, e o design será diferente, com fundos de tanque planos, inclinados, cônicos ou com um buraco no centro. O princípio em todos eles é que, ao girar o mosto, a força centrípeta empurrará os resíduos para um cone no centro do fundo do tanque, onde pode ser facilmente removida.

### Hopback
O hopback é uma câmara adicional tradicional que atua como uma peneira ou filtro usando lúpulos inteiros para remover detritos (ou trub) do mosto não fermentado (ou "verde"), como faz o whirlpool, e também para aumentar o aroma de lúpulo na cerveja finalizada. É uma câmara entre a caldeira de cozimento e o resfriador de mosto. O lúpulo é adicionado à câmara, o mosto quente da caldeira passa por ela e, em seguida, é imediatamente resfriado no resfriador de mosto antes de entrar na câmara de fermentação. Os hopbacks que utilizam uma câmara selada facilitam a retenção máxima dos compostos voláteis do aroma do lúpulo que normalmente seriam expelidos quando o lúpulo entrasse em contato com o mosto quente. Embora o hopback tenha um efeito de filtração semelhante ao do whirlpool, ele opera de forma diferente: o whirlpool usa forças centrífugas, o hopback usa uma camada de lúpulos inteiros para atuar como um leito de filtro. Além disso, enquanto um whirlpool é útil apenas para a remoção de lúpulos granulados (pois as flores não tendem a se separar tão facilmente), em geral o hopback é usado apenas para a remoção de lúpulos de flores inteiras (pois as partículas deixadas pelos granulados tendem a passar pelo hopback). O hopback foi substituído pelo whirlpool nas cervejarias modernas.

### Resfriamento do mosto
Após o whirlpool, o mosto deve ser levado à temperatura de fermentação de 20-26 °C antes da adição da levedura. Nas cervejarias modernas, isso é feito por meio de um trocador de calor de placas. Um trocador de calor de placas tem muitas placas estriadas, que formam dois caminhos separados. O mosto é bombeado para dentro do trocador de calor e passa por todos os outros espaços entre as placas. O meio de resfriamento, geralmente água, passa pelos outros espaços. Os sulcos nas placas garantem um fluxo turbulento. Um bom trocador de calor pode baixar o mosto de 95 °C para 20 °C enquanto aquece o meio de resfriamento de cerca de 10 °C para 80 °C. As últimas placas geralmente usam um meio de resfriamento que pode ser resfriado até abaixo do ponto de congelamento, o que permite um controle mais preciso sobre a temperatura do mosto e também permite o resfriamento até cerca de 10 °C. Após o resfriamento, o oxigênio é frequentemente dissolvido no mosto para revitalizar a levedura e ajudar na sua reprodução. Algumas cervejarias artesanais, especialmente aquelas que desejam criar steam beer, utilizam o coolship (um recipiente amplo, plano e com tampa aberta, no qual o mosto é resfriado).
Durante a fervura, é útil recuperar parte da energia usada para ferver o mosto. Ao sair da cervejaria, o vapor criado durante a fervura passa por uma serpentina pela qual flui água não aquecida. Ao ajustar a taxa de fluxo, a temperatura de saída da água pode ser controlada. Isso também é feito com frequência usando um trocador de calor de placas. A água é então armazenada para uso posterior no próximo mosto, na limpeza do equipamento ou onde for necessário. Outro método comum de recuperação de energia ocorre durante o resfriamento do mosto. Quando a água fria é usada para resfriar o mosto em um trocador de calor, a água é significativamente aquecida. Em uma cervejaria eficiente, a água fria é passada pelo trocador de calor em uma taxa definida para maximizar a temperatura da água ao sair. Essa água, agora quente, é então armazenada em um tanque de água quente.

## Fermentação

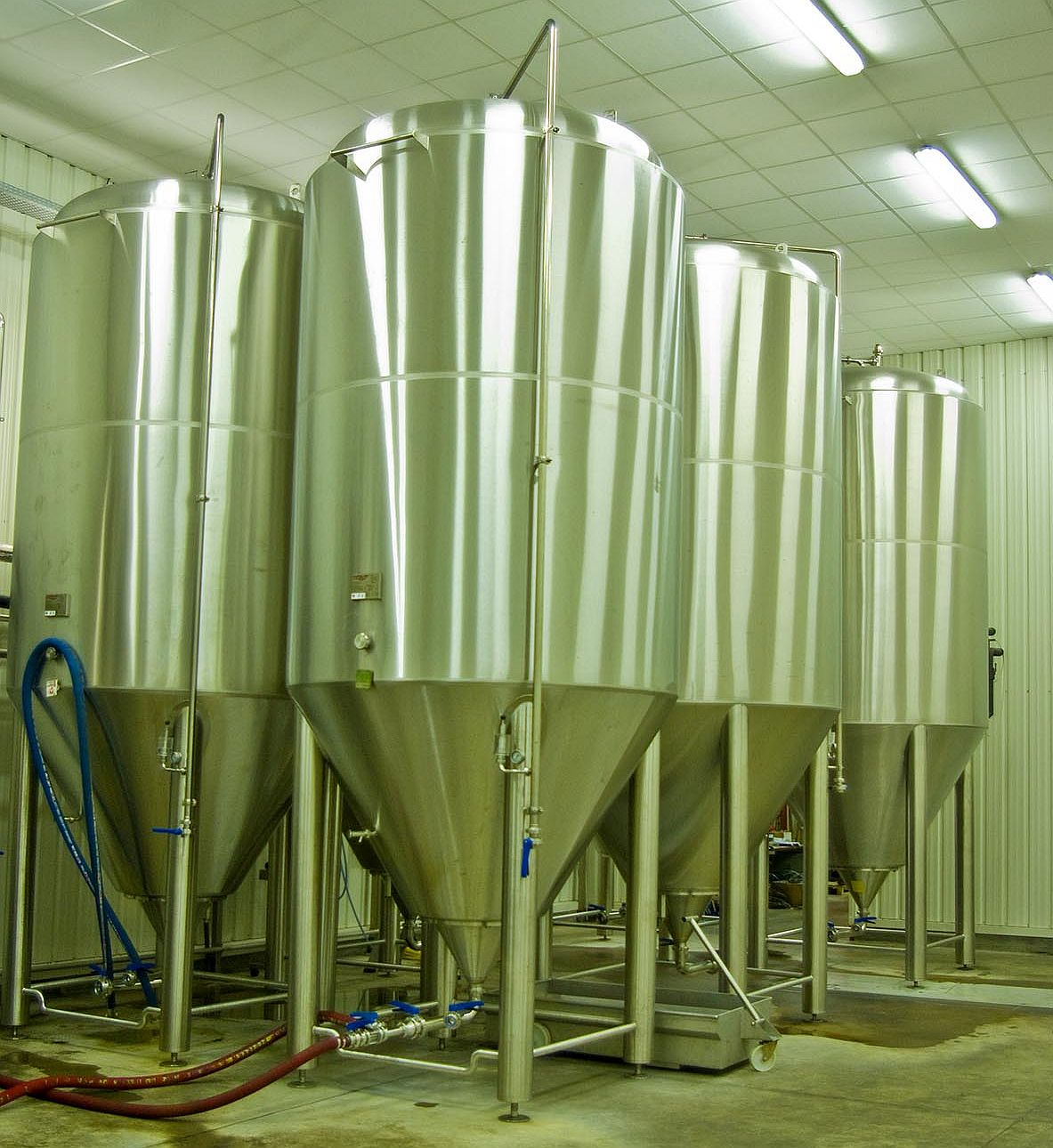
Tanques modernos de fermentação fechados.

A fermentação ocorre em vasos de fermentação de várias formas, desde enormes vasos cilíndricos, passando por vasos de pedra abertos, até cubas de madeira. Depois que o mosto é resfriado e aerado - geralmente com ar esterilizado -, adiciona-se levedura e ele começa a fermentar. É durante esse estágio que os açúcares obtidos do malte são convertidos em álcool e dióxido de carbono, e o produto pode ser chamado de cerveja pela primeira vez.
Atualmente, a maioria das cervejarias utiliza vasos cilíndricos-cônicos, ou CCVs, que têm um fundo cônico e um topo cilíndrico. O ângulo do cone é normalmente de cerca de 60°, um ângulo que permite que a levedura flua em direção ao ápice do cone, mas não é tão íngreme a ponto de ocupar muito espaço vertical. Os CCVs podem lidar tanto com a fermentação quanto com o condicionamento no mesmo tanque. No final da fermentação, a levedura e outros sólidos que caíram no ápice do cone podem ser simplesmente enxaguados por uma porta no ápice. Os tanques de fermentação abertos também são usados, geralmente para exibição em cervejarias e na Europa na fermentação de cerveja de trigo. Uma vez que esses tanques não têm tampas, a colheita de leveduras de fermentação superior é facilitada. As tampas abertas dos recipientes aumentam o risco de infecção, mas com procedimentos de limpeza adequados e um protocolo cuidadoso sobre quem entra nas câmaras de fermentação, o risco pode ser bem controlado. Os tanques de fermentação geralmente são feitos de aço inoxidável. Se forem tanques cilíndricos simples com extremidades chanfradas, eles são dispostos verticalmente, ao contrário dos tanques de condicionamento, que geralmente são dispostos horizontalmente. Apenas algumas cervejarias ainda usam cubas de madeira para a fermentação, pois é difícil manter a madeira limpa e livre de infecções, e ela precisa ser refeita mais ou menos anualmente.

### Métodos de fermentação

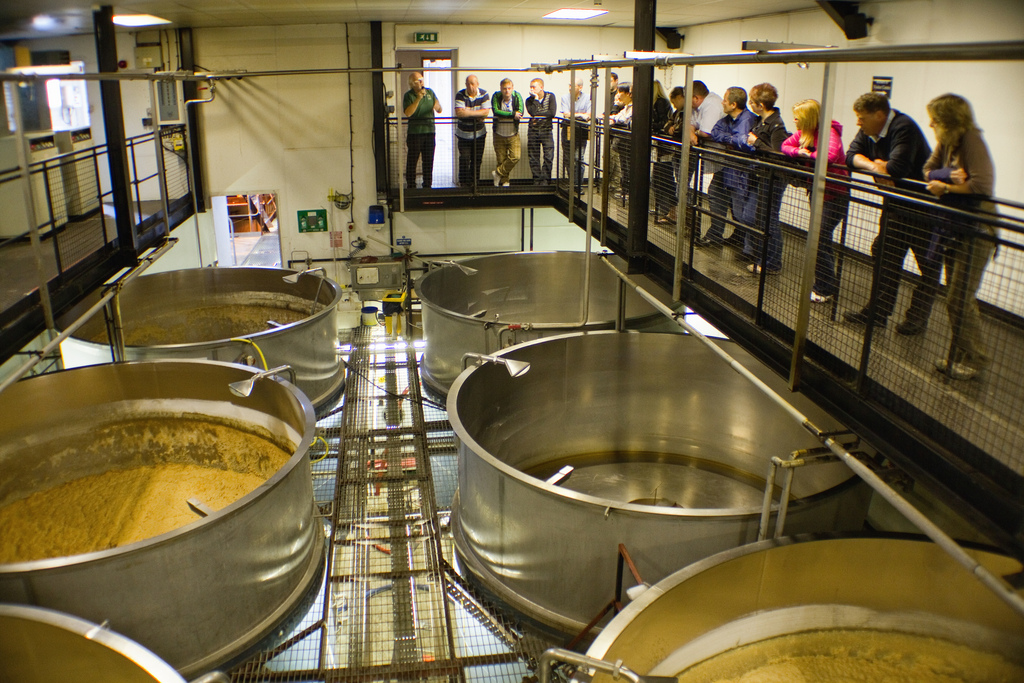
Tanques abertos mostrando a fermentação em andamento.

Há três métodos principais de fermentação: quente, fria e selvagem ou espontânea. A fermentação pode ocorrer em recipientes abertos ou fechados. Ainda pode haver uma fermentação secundária na cervejaria, barril ou garrafa.
As leveduras cervejeiras são tradicionalmente classificadas como "de cultura superior", "top cropping" (ou "de fermentação superior") e "de cultura inferior", "bottom cropping" (ou "de fermentação inferior"); as leveduras classificadas como de fermentação superior são geralmente usadas em fermentações quentes, onde fermentam rapidamente, e as leveduras classificadas como de fermentação inferior são usadas em fermentações mais frias, onde fermentam mais lentamente. As leveduras eram chamadas de "top cropping" ou "bottom cropping", porque a levedura era coletada da parte superior ("top") ou inferior ("bottom") do mosto em fermentação para ser reutilizada na próxima fermentação. Essa terminologia é um tanto inapropriada na era moderna, pois após a aplicação generalizada da micologia cervejeira, descobriu-se que os dois métodos de coleta separados envolviam duas espécies diferentes de leveduras que favoreciam regimes de temperatura diferentes, a saber, Saccharomyces cerevisiae na top cropping em temperaturas mais quentes e Saccharomyces pastorianus na bottom cropping em temperaturas mais frias. Como os métodos de fabricação de cerveja mudaram no século XX, os tanques de fermentação cilíndrico-cônicos se tornaram a norma e a coleta de levedura para ambas as espécies de Saccharomyces é feita a partir do fundo do fermentador. Assim, o método de coleta não implica mais em uma associação de espécies. Há algumas cervejarias remanescentes que coletam levedura no método de colheita superior, como a cervejaria Samuel Smiths em Yorkshire, a Marstons em Staffordshire e vários produtores alemães de Hefeweizen.
Para ambos os tipos, a levedura é totalmente distribuída pela cerveja enquanto ela está fermentando e ambas floculam igualmente (aglomeram-se e precipitam no fundo do recipiente) quando a fermentação termina. As leveduras top-cropping nem sempre demonstram esse comportamento, mas ele se destaca em muitas leveduras inglesas que também podem apresentar formação de cadeia (a incapacidade das células em brotamento de se separarem da célula-mãe), o que, no sentido técnico, é diferente da floculação verdadeira. A levedura de cerveja mais comum, Saccharomyces cerevisiae, é a mesma espécie que a levedura comum para panificação. No entanto, as leveduras de panificação e de cerveja normalmente pertencem a cepas diferentes, cultivadas para favorecer características diferentes: as cepas de levedura de panificação são mais agressivas, a fim de carbonatar a massa no menor tempo possível; as cepas de levedura de cerveja agem mais lentamente, mas tendem a tolerar concentrações mais altas de álcool (normalmente 12-15% de teor alcoólico sendo o máximo, embora, sob tratamento especial, algumas cepas tolerantes ao etanol possam chegar a cerca de 20%). A genômica quantitativa moderna revelou a complexidade das espécies de Saccharomyces a ponto de as leveduras envolvidas na produção de cerveja e vinho geralmente envolverem híbridos das chamadas "espécies puras". Dessa forma, as leveduras envolvidas no que tem sido tipicamente chamado de "top-cropping" podem ser tanto Saccharomyces cerevisiae quanto híbridos complexos de Saccharomyces cerevisiae e Saccharomyces kudriavzevii. Três ales notáveis, Chimay, Orval e Westmalle, são fermentadas com essas cepas híbridas, que são idênticas às leveduras de vinho da Suíça.

#### Fermentação quente
Em geral, as leveduras como a Saccharomyces cerevisiae são fermentadas em temperaturas quentes entre 15 e 20 °C, ocasionalmente até 24 °C, enquanto a levedura usada pela Brasserie Dupont para a saison fermenta em temperaturas ainda mais altas, entre 29 e 35 °C. Elas geralmente formam uma espuma na superfície da cerveja em fermentação, que é chamada de barm, pois durante o processo de fermentação sua superfície hidrofóbica faz com que os flocos adiram ao CO² e subam. Por causa disso, elas são frequentemente chamadas de "top-cropping" - embora essa distinção seja menos clara na fabricação moderna de cerveja com o uso de tanques cilíndrico-cônicos. Em geral, as cervejas de fermentação quente, que costumam ser chamadas de ale, estão prontas para beber dentro de três semanas após o início da fermentação, embora alguns cervejeiros as condicionem ou maturem por vários meses.

#### Fermentação fria
Quando uma cerveja é fabricada com uma fermentação fria de cerca de 10 °C, em comparação com as temperaturas típicas de fermentação quente de 18 °C, e depois armazenada (ou "lagerada") por várias semanas (ou meses) em temperaturas próximas ao ponto de congelamento, ela é chamada de "lager". Durante a fase de lagering ou armazenamento, vários componentes de sabor desenvolvidos durante a fermentação se dissipam, resultando em um sabor mais "limpo". Embora seja a fermentação lenta e fria e o condicionamento a frio (ou lagering) que definem o caráter da lager, a principal diferença técnica está na levedura utilizada, que é a Saccharomyces pastorianus. As diferenças técnicas incluem a capacidade da levedura lager de metabolizar a melibiose (um dissacarídeo), e a tendência de se assentar no fundo do fermentador (embora as leveduras de ales também possam se assentar no fundo por seleção); embora essas diferenças técnicas não sejam consideradas pelos cientistas como influentes no caráter ou no sabor da cerveja acabada, os cervejeiros pensam o contrário - às vezes cultivando suas próprias cepas de levedura que podem se adequar ao seu equipamento de fabricação de cerveja ou a um propósito específico, como a fabricação de cervejas com alto teor alcoólico.

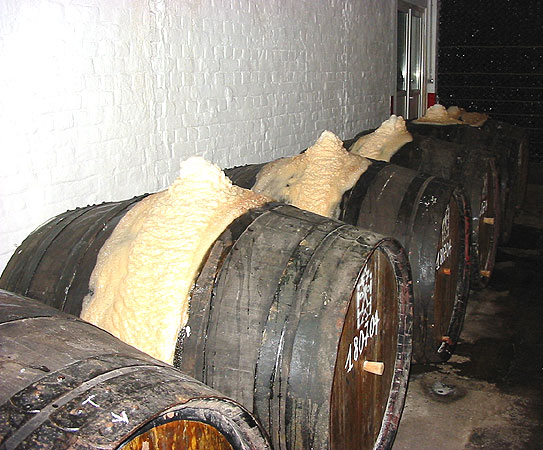
Fermentação espontânea na cervejaria Timmermans, Bélgica.

Há séculos, os cervejeiros da Baviera selecionavam leveduras de fermentação a frio armazenando ("Lagern") suas cervejas em cavernas alpinas frias. O processo de seleção natural significava que as leveduras selvagens mais tolerantes ao frio seriam as que permaneceriam fermentando ativamente na cerveja armazenada nas cavernas. Uma amostra dessas leveduras da Baviera foi enviada da cervejaria Spaten, em Munique, para a cervejaria Carlsberg, em Copenhague, em 1845, que começou a fabricar cerveja com elas. Em 1883, Emile Hansen concluiu um estudo sobre o isolamento de culturas de leveduras puras e a cepa pura obtida da Spaten entrou em produção industrial em 1884 como levedura Carlsberg nº 1. Outra planta especializada de produção de levedura pura foi instalada na Cervejaria Heineken em Roterdã no ano seguinte e, juntos, eles começaram a fornecer levedura pura cultivada para cervejeiros de toda a Europa. Essa cepa de levedura foi originalmente classificada como Saccharomyces carlsbergensis, um nome de espécie agora extinto que foi substituído pela classificação taxonômica atualmente aceita Saccharomyces pastorianus.

#### Fermentação espontânea
As cervejas lambic são historicamente fabricadas em Bruxelas e na região vizinha de Pajottenland, na Bélgica, sem nenhuma inoculação de levedura. O mosto é resfriado em cubas abertas (chamadas de "coolships"), onde as leveduras e a microbiota presentes na cervejaria (como a Brettanomyces) podem se estabelecer para criar uma fermentação espontânea, e são então condicionadas ou amadurecidas em barris de carvalho por um a três anos, normalmente.

## Maturação

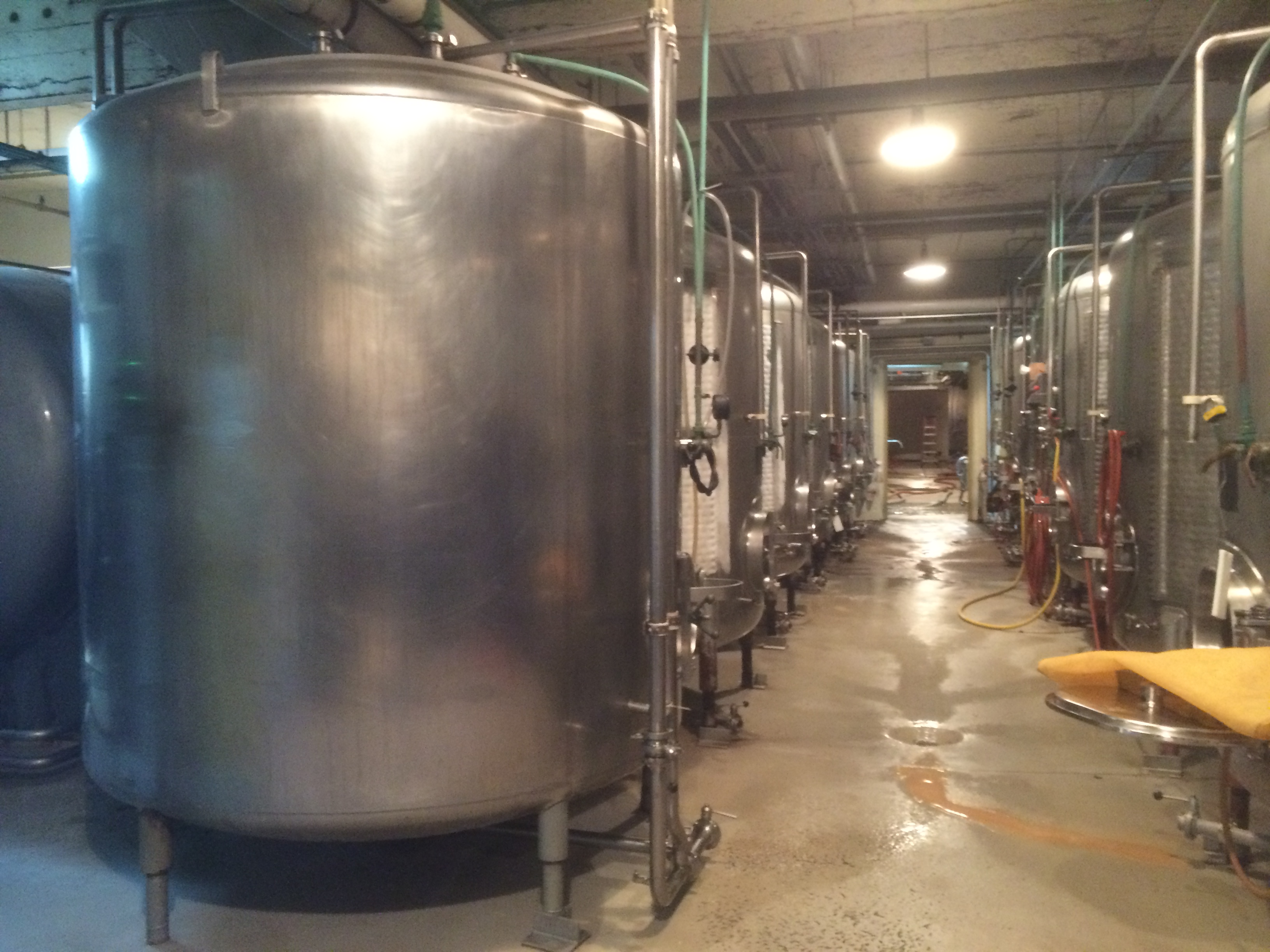
Tanques de condicionamento na Anchor Brewing Company.

Após a fermentação inicial ou primária, a cerveja é condicionada, maturada ou envelhecida, de várias maneiras, o que pode levar de 2 a 4 semanas, vários meses ou vários anos, dependendo da intenção do cervejeiro. A cerveja geralmente é transferida para um segundo recipiente, para que não fique mais exposta ao fermento morto e a outros detritos (também conhecidos como "trub") que se depositaram no fundo do fermentador primário. Isso evita a formação de sabores indesejados e compostos prejudiciais, como o acetaldeído.

#### Kräusening
Kräusening é um método de condicionamento no qual o mosto em fermentação é adicionado à cerveja acabada. A levedura ativa reiniciará a fermentação na cerveja acabada e, assim, introduzirá dióxido de carbono fresco. O tanque de condicionamento será então vedado para que o dióxido de carbono seja dissolvido na cerveja, produzindo uma "condição" ou nível de carbonatação vivo. O método Kräusening também pode ser usado para condicionar a cerveja engarrafada.

#### Envelhecimento
As lagers são armazenadas em temperatura de adega ou abaixo dela por 1 a 6 meses, enquanto ainda estão na levedura. O processo de armazenamento, condicionamento, maturação ou envelhecimento de uma cerveja em baixa temperatura por um longo período é chamado de "lagering" e, embora esteja associado às lagers, o processo também pode ser feito com as ales, com o mesmo resultado - o de limpeza de vários produtos químicos, ácidos e compostos.

#### Fermentação secundária
Durante a fermentação secundária, a maior parte da levedura restante se deposita no fundo do segundo fermentador, resultando em um produto menos turvo.

#### Fermentação na garrafa
Algumas cervejas passam por uma fermentação adicional na garrafa, proporcionando carbonatação natural. Essa pode ser uma segunda e/ou terceira fermentação. Elas são engarrafadas com uma população de levedura viável em suspensão. Se não houver açúcar fermentável residual, pode ser adicionado açúcar ou mosto, ou ambos, em um processo conhecido como "priming". A fermentação resultante gera CO² que fica preso na garrafa, permanecendo em solução e proporcionando carbonatação natural. As cervejas condicionadas em garrafa podem ser envasadas sem filtração diretamente do tanque de fermentação ou de condicionamento, ou filtradas e, em seguida, semeadas novamente com levedura.

#### Maturação no barril

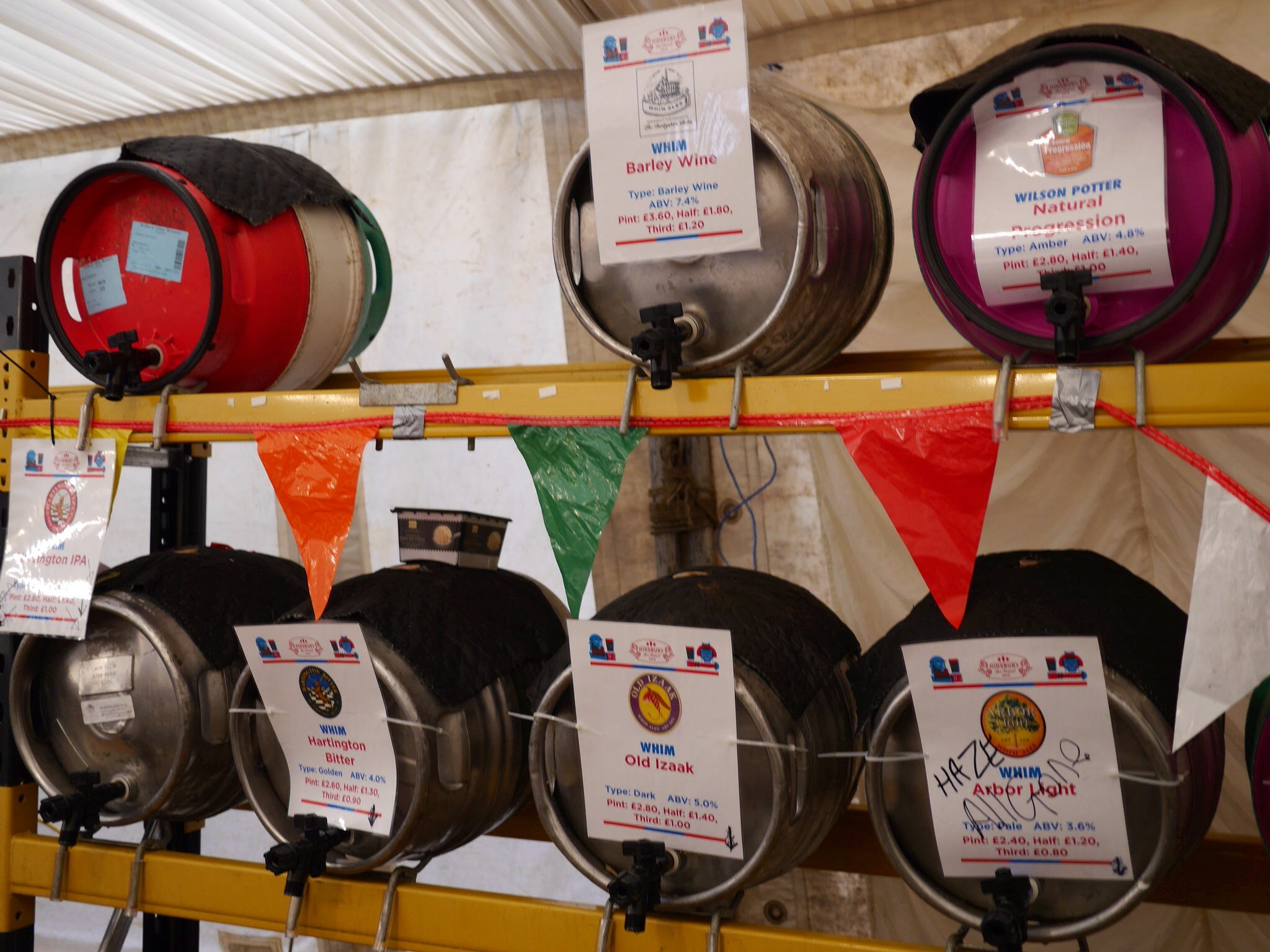
Cervejas de barril com dispensa por gravidade em um festival de cerveja.

Cask ale (ou cerveja maturada em barril) é uma cerveja não filtrada e não pasteurizada que é condicionada por uma fermentação secundária em um barril de metal, plástico ou madeira. Ela é distribuída do barril sendo despejada de uma torneira por gravidade ou bombeada de um porão por meio de um motor de cerveja (bomba manual). Às vezes, um respirador (aspirador) de barril é usado para manter a cerveja fresca, permitindo que o dióxido de carbono substitua o oxigênio à medida que a cerveja é retirada do barril.Até 2018, a Campaign for Real Ale (CAMRA) definia real ale como cerveja "servida sem o uso de dióxido de carbono estranho", o que não permitiria o uso de um respirador de barril, uma política que foi revertida em abril de 2018 para permitir que a cerveja servida com o uso de respiradores de barril atendesse à sua definição de real ale.
Envelhecimento em barril nos Estados Unidos é o processo de envelhecimento de cerveja em barris de madeira para obter uma variedade de características no produto final. As cervejas ácidas, como as lambics, são totalmente fermentadas em madeira, enquanto outras cervejas são envelhecidas em barris que foram usados anteriormente para amadurecer vinhos ou destilados. Em 2016, a "Craft Beer and Brewing" escreveu: "As cervejas envelhecidas em barril estão tão na moda que quase todas as choperias e lojas de cerveja têm uma seção delas".

## Filtração

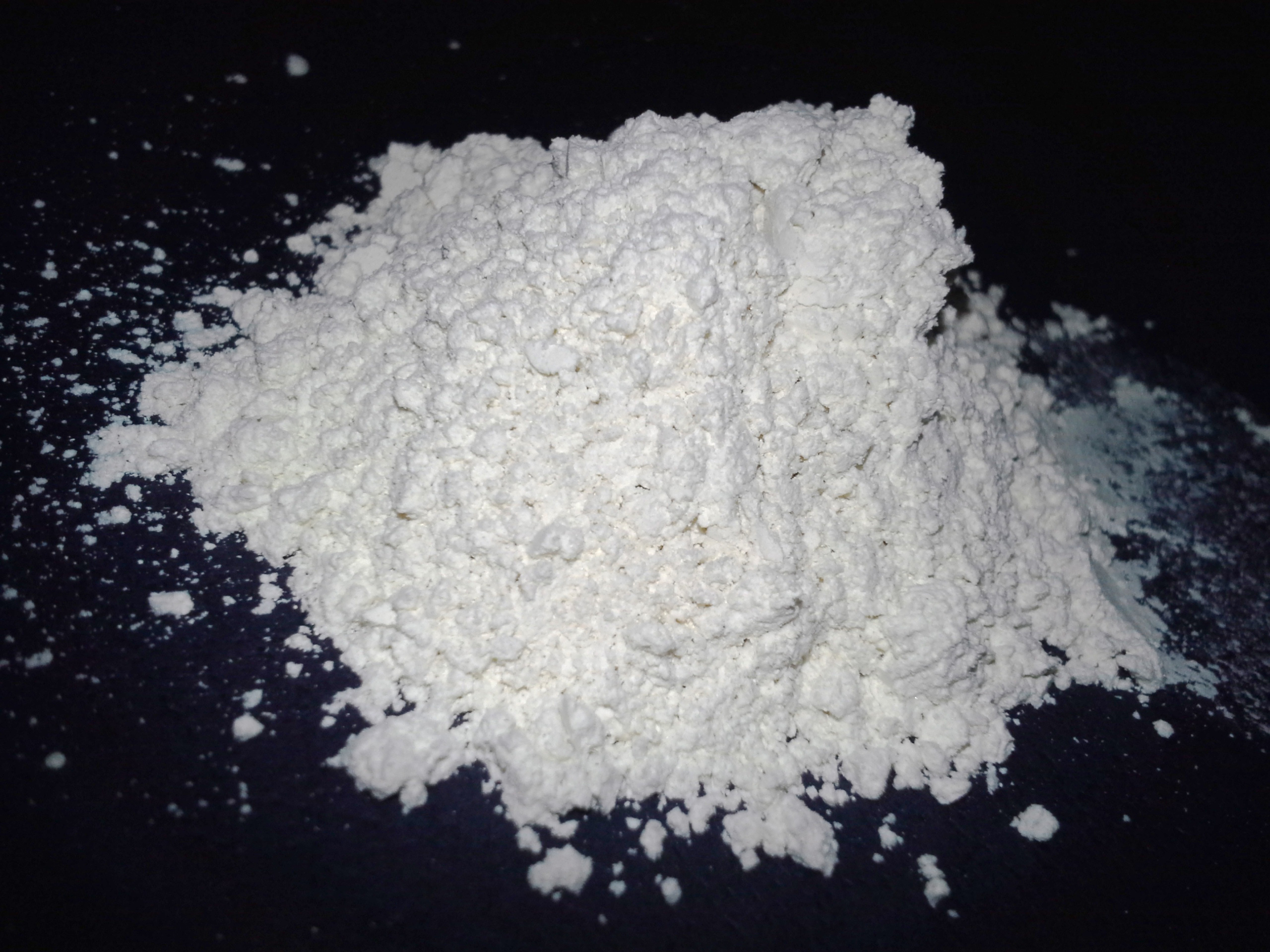
Diatomita, usada para criar um leito de filtração.

A filtração estabiliza o sabor da cerveja, mantendo-a em um ponto aceitável para o fabricante de cerveja e impedindo o desenvolvimento da levedura, que, em condições ruins, pode liberar componentes e sabores negativos. "A filtragem também remove a névoa, clareando a cerveja e dando a ela um "brilho polido e brilhante". A cerveja com aparência clara tem sido comercialmente desejável para os cervejeiros desde o desenvolvimento de recipientes de vidro para armazenar e beber cerveja, juntamente com o sucesso comercial da pale lager, que - devido ao processo de lagering, no qual a névoa e as partículas se depositam no fundo do tanque e, portanto, a cerveja clareia - tem uma aparência e um brilho naturais.
Há várias formas de filtros; eles podem ser em forma de placas ou "velas", ou podem ser um pó fino, como diatomita (também chamada de Kieselguhr), que é adicionada à cerveja para formar um leito de filtração que permite a passagem do líquido, mas retém as partículas em suspensão, como a levedura. Os filtros variam de filtros ásperos que removem grande parte da levedura e quaisquer sólidos (por exemplo, partículas de lúpulo e de grãos) que permaneçam na cerveja, a filtros suficientemente estreitos para extrair a cor e o corpo da cerveja. 

### Filtros de placa
Esses filtros usam placas que permitem a passagem apenas de partículas menores que um determinado tamanho. As placas são colocadas em uma estrutura de filtração, higienizadas (com água fervente, por exemplo) e, em seguida, usadas para filtrar a cerveja. As placas podem ser lavadas se o filtro ficar bloqueado. As placas são geralmente descartáveis e são substituídas entre as sessões de filtração. Em geral, as placas contêm meios de filtração em pó para ajudar na filtração.
Os filtros pré-fabricados têm dois lados. Um com furos soltos e o outro com furos apertados. O fluxo vai do lado com furos soltos para o lado com furos apertados, com a intenção de que as partículas grandes fiquem presas nos furos grandes, deixando espaço suficiente ao redor das partículas e do meio filtrante para que as partículas menores passem e fiquem presas nos furos mais apertados.
As placas são vendidas em classificações nominais e, normalmente, 90% das partículas maiores que a classificação nominal são capturadas pela placa.

### FiltrosKieselguhr
São os filtros que usam um meio em pó são consideravelmente mais complicados de operar, mas podem filtrar muito mais cerveja antes da regeneração. Os meios comuns incluem diatomita e perlita.

## Subprodutos

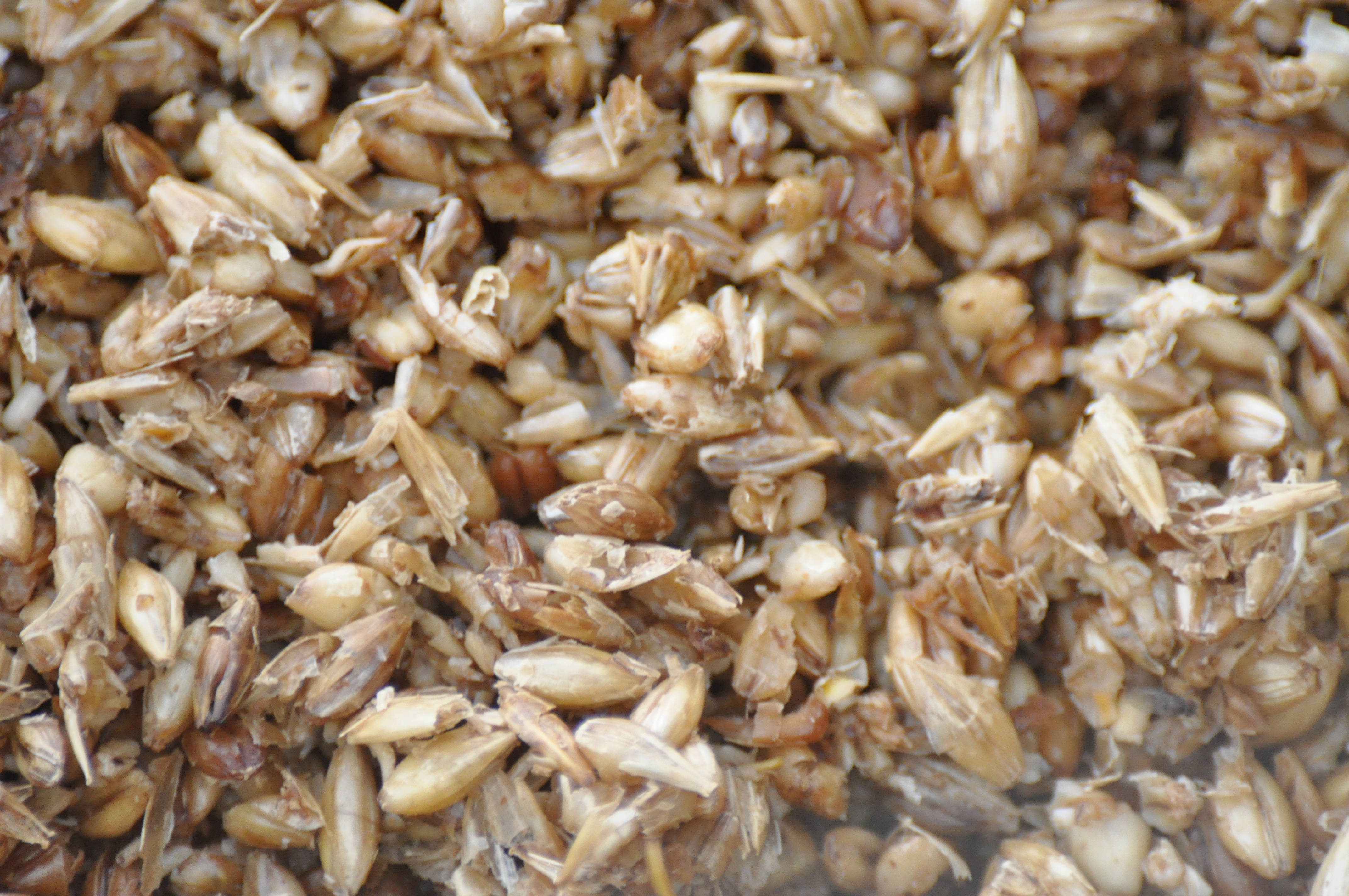
Grãos usados, um subproduto da fabricação de cerveja.

Os subprodutos da fabricação de cerveja são o grão usado e o sedimento (ou dregs) do processo de filtragem, que podem ser secos e revendidos como "levedura seca de cerveja" para ração de aves, ou transformados em extrato de levedura, que é usado em marcas como Vegemite e Marmite. O processo de transformar o sedimento de levedura em extrato de levedura comestível foi descoberto pelo cientista alemão Justus von Liebig.
O grão usado da cervejaria (também chamado de grão usado, grão da cervejaria ou draff) é o principal subproduto do processo de fabricação de cerveja. Consiste no resíduo de malte e grão que permanece no tanque de flitragem após o processo de filtração. É formado principalmente por cascas de grãos, pericarpo e fragmentos de endosperma. Como consiste principalmente em carboidratos e proteínas, e é prontamente consumido por animais, o grão usado é usado na alimentação animal. Os grãos usados também podem ser usados como fertilizante, grãos inteiros em pães, bem como na produção de farinha e biogás. Os grãos usados também são um meio ideal para o cultivo de cogumelos, como o shiitake, e algumas cervejarias já estão cultivando seus próprios cogumelos ou fornecendo grãos usados para fazendas de cogumelos. Os grãos usados podem ser utilizados na produção de tijolos vermelhos para melhorar a porosidade aberta e reduzir a condutividade térmica da massa cerâmica.

## Indústria cervejeira
O setor cervejeiro é um negócio global, composto por várias empresas multinacionais dominantes e milhares de outros produtores conhecidos como microcervejarias, cervejarias regionais ou cervejarias artesanais, dependendo do tamanho, da região e da preferência de marketing. Mais de 133 bilhões de litros são vendidos por ano - produzindo uma receita global total de US$ 294,5 bilhões em 2006. A SABMiller se tornou a maior empresa cervejeira do mundo quando adquiriu a Royal Grolsch, fabricante da marca de cerveja premium holandesa Grolsch. A InBev era a segunda maior empresa produtora de cerveja do mundo e a Anheuser-Busch ocupava o terceiro lugar, mas após a aquisição da Anheuser-Busch pela InBev, a nova empresa Anheuser-Busch InBev é atualmente a maior cervejeira do mundo.
A fabricação de cerveja em casa está sujeita a regulamentação e proibição em muitos países. As restrições à fabricação caseira de cerveja foram suspensas no Reino Unido em 1963, a Austrália seguiu o exemplo em 1972, e os EUA em 1978, embora os estados individuais pudessem aprovar suas próprias leis limitando a produção.